# Отіс (Массачусетс)
Отіс (англ. Otis) — місто (англ. town) в США, в окрузі Беркшир штату Массачусетс. Населення — 1634 особи (2020).

## Демографія
Згідно з переписом 2010 року, у місті мешкало 1612 осіб у 708 домогосподарствах у складі 491 родини. Було 1701 помешкання
Расовий склад населення:
| - 97,6 % — білих - 0,6 % — азіатів - 0,2 % — корінних американців - 0,1 % — чорних або афроамериканців |

До двох чи більше рас належало 1,2 %. Частка іспаномовних становила 1,1 % від усіх жителів.
За віковим діапазоном населення розподілялося таким чином: 16,4 % — особи молодші 18 років, 65,5 % — особи у віці 18—64 років, 18,1 % — особи у віці 65 років та старші. Медіана віку мешканця становила 48,3 року. На 100 осіб жіночої статі у місті припадало 103,8 чоловіків; на 100 жінок у віці від 18 років та старших — 100,1 чоловіків також старших 18 років.
Середній дохід на одне домашнє господарство становив 84 244 долари США (медіана — 70 048), а середній дохід на одну сім'ю — 98 440 доларів (медіана — 78 750). Медіана доходів становила 57 361 долар для чоловіків та 46 875 доларів для жінок. За межею бідності перебувало 9,2 % осіб, у тому числі 21,1 % дітей у віці до 18 років та 5,1 % осіб у віці 65 років та старших.
Цивільне працевлаштоване населення становило 849 осіб. Основні галузі зайнятості: освіта, охорона здоров'я та соціальна допомога — 23,1 %, науковці, спеціалісти, менеджери — 14,5 %, будівництво — 12,1 %, роздрібна торгівля — 9,8 %.